# Gunpla

Logo della collezione

I Gunpla (ガンプラ?, Ganpura) sono modelli in scala assemblabili di veicoli della serie Gundam prodotti da Bandai. Il termine è una parola macedonia nata dalla contrazione di «Gundam plastic model», in quanto la plastica è il materiale più comune in cui i modelli sono realizzati.
I Gunpla hanno conosciuto un rapido successo in Giappone e nel mondo a partire dagli anni Ottanta, al punto da generare una nutrita comunità di appassionati e diventare il prodotto dominante del mercato dei modellini da collezione.

## Storia

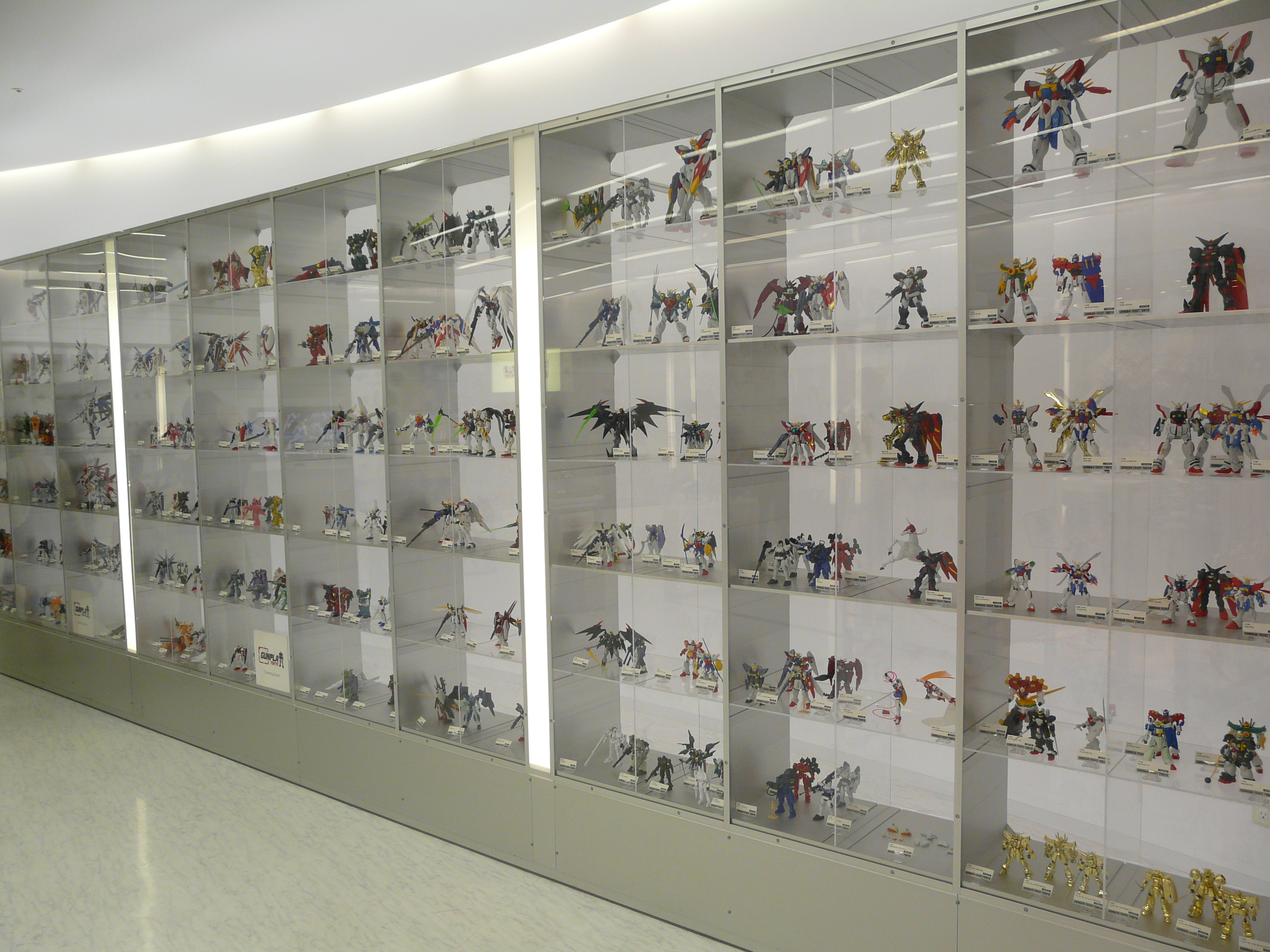
Gunpla in esposizione al Gundam Front di Odaiba

Nel 1979 uscì in Giappone la serie televisiva anime Mobile Suit Gundam, realizzata da Yoshiyuki Tomino e Hajime Yatate. Essa costituì un punto di svolta nel genere mecha tramite l'introduzione dei mobile suit, enormi robot antropomorfi da combattimento che per la prima volta venivano trattati come veri e propri mezzi militari invece che entità indistruttibili e semi-divine, dando così avvio al filone dei real robot. Tuttavia l'accoglienza si rivelò inizialmente tiepida e furono in parte anche i modellini della serie prodotti a partire dal 1980 da Bandai a salvare il franchise. Con i Gunpla l'azienda fu in grado di raccogliere il bacino di utenza dei giovani giapponesi appassionati di modellini di dispositivi militari stranieri, che si era creato nell'arcipelago fin dagli anni Sessanta, attirando un pubblico più adulto rispetto ai giocattoli tradizionali anche grazie all'elevato grado di dettaglio e di personalizzazione dei Gunpla.
I modellini di Gundam conobbero un rapido successo grazie anche a pubblicità mirate sulla rivista di modellismo Hobby Japan, a un'ampia gamma di scale e livelli di complessità, e a continue innovazioni e miglioramenti nelle articolazioni, nei colori e nelle trasformazioni disponibili.

## Descrizione

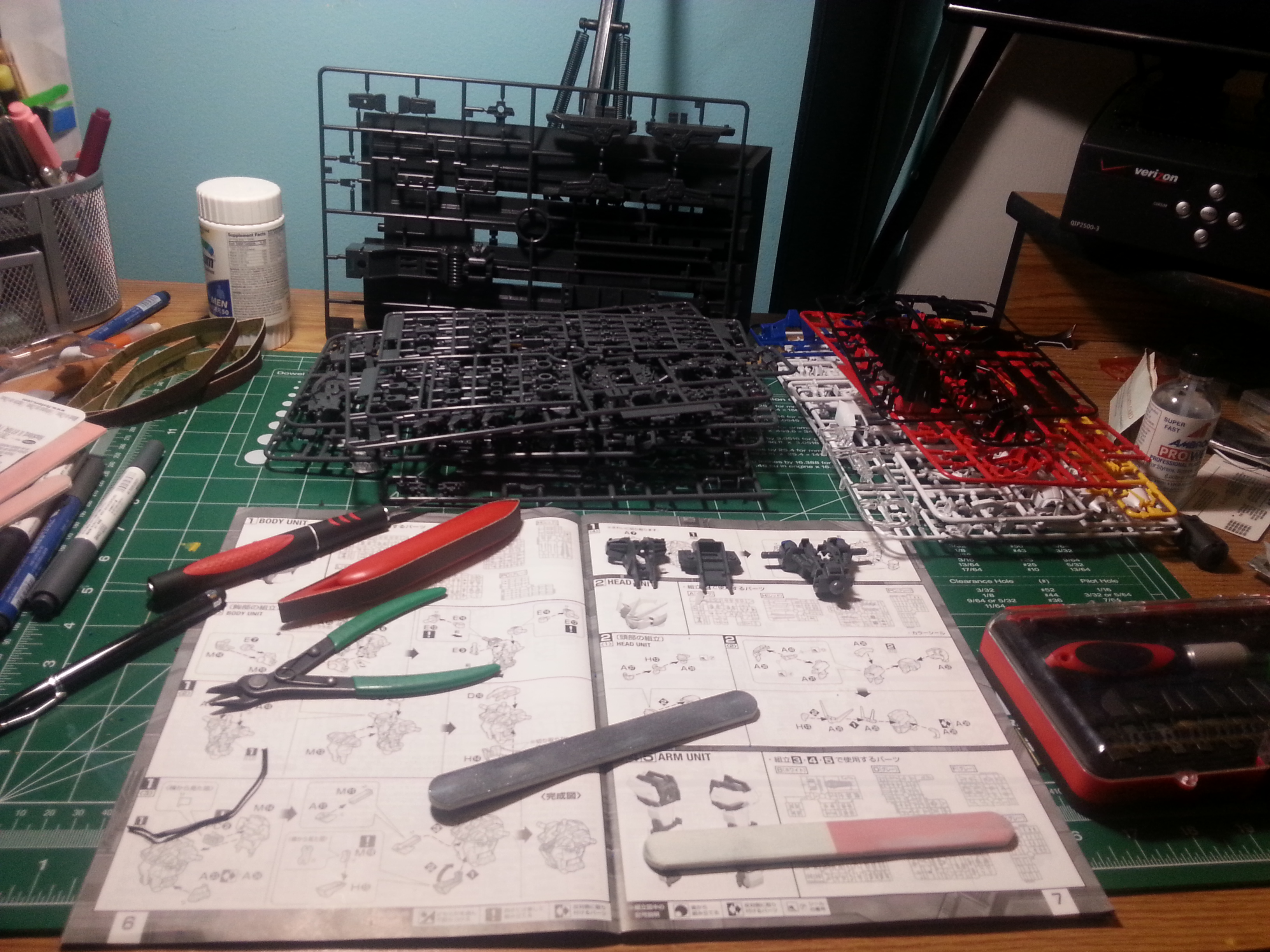
Tavolo di lavoro di un modellista di Gunpla

I kit Gunpla sono classificati in diverse gamme in funzione della loro qualità e scala. Le principali sono:
- No Grade (1980), termine utilizzato retroattivamente per indicare i primi modelli usciti nel 1980;
- High Grade (1990), prima gamma di qualità superiore in scala 1/144;
- Master Grade (1995), di qualità superiore alla High grade con una meccanica interna particolarmente curata e in scala 1/100;
- Perfect Grade (1998), la gamma tecnicamente più sviluppata con una scala di 1/60;
- First Grade (1999), gamma economica in scala 1/144;
- EX-Model (2001), gamma dedicata a veicoli e velivoli della serie;
- Speed Grade (2007), modelli pre-colorati di piccola taglia;
- Mega Size (2009), gamma in scala 1/48;
- Real Grade (2010), simile alla Master Grade per via della meccanica interna curata ma con una scala di 1/144 come la High Grade.

## Accoglienza e impatto culturale
I Gunpla costituiscono il nucleo del merchandising di Gundam, il quale a sua volta rappresenta il marchio più redditizio di Bandai. I modellini hanno contribuito in modo determinante al successo del franchise e hanno arricchito l'azienda produttrice Bandai al punto da diventare il quarto maggior produttore di giocattoli al mondo e permettergli di acquistare lo studio produttore della serie: Sunrise. Secondo una ricerca governativa giapponese, i modellini in plastica di Gundam dominano il mercato, rappresentando circa il 90% delle vendite di modelli in scala in Giappone e il 40% nel mondo; ciò corrisponde a quasi duemila kit differenti per circa 450 milioni di unità vendute. Alcune stime, riportate anche dal Los Angeles Times, indicano inoltre che «dieci Gunpla [sono stati] venduti per ogni uomo, donna e bambino in Giappone».
Per promuovere i Gunpla Bandai ha commissionato la realizzazione di apposite opere, come è il caso di Gundam F90, Silhouette Formula 91 o Gundam Evolve. Le serie Model Suit Gunpla Builders Beginning G, Gundam Build Fighters e Gundam Build Fighters Try sono inoltre incentrate del tutto sui Gunpla e sui combattimenti tra modellini. Frequenti riferimenti ai Gunpla sono presenti anche nel manga Keroro.